# Asine
| Asine                   | Asine                                                                  |
| ----------------------- | ---------------------------------------------------------------------- |
| Allmänt                 |                                                                        |
| Land                    | Grekland                                                               |
| Region                  | Argolis                                                                |
| Koordinater             | 37°31'36.1"N 22°52'26.2"E                                              |
| Grundades               | Första bosättningen omkring 6000 f.Kr.                                 |
| Perioder                | Neolitikum Bronsåldern Antikens Grekland                               |
| Arkeologisk Information |                                                                        |
| Utgrävningsperioder     | 1922, 1924, 1926, 1930 1970-1974 1976-1978 1985 1989-1990              |
| Arkeologer              | Axel W. Persson Otto Frödin Robin Hägg Berit Wells                     |
| Allmän tillgänglighet   | Ja                                                                     |
| Fynd-utställning        | National Archaeological Museum, Athen Archaeological Museum of Nafplio |
| Förvaltning             | Direktoratet för antikviteter i Argolis                                |

Asine (klassisk grekiska: Ἀσίνη) var en förhistorisk grekisk bosättning i Argolis vid Argoliska viken på Peloponnesos. Stadens udde, även kallad Kastraki-klippan sträcker sig 330 meter ut mot Argolis-bukten och har en höjd på 52 meter. Norr om udden ligger Barbounakullen, som tillsammans med Asines udde utgör den förhistoriska bosättningen.
Asine benämns av Homeros i Iliaden som en del av Argos, som under ledning av kung Diomedes deltog i det trojanska kriget. Omkring slutet av 700-talet f.Kr. hjälpte Asine Sparta att invadera Argos territorium. Resultatet blev en seger för spartanerna, men efter att dessa återvänt hem till Lakonien återtog argiveserna området och rev Asine till grunden. Invånarna i Asine flydde till sjöss och kunde efter det messeniska kriget etablera en ny bosättning på en del av Messeniens territorium de fick av spartanerna.  
Asine, som ligger cirka åtta kilometer sydväst om dagens Nauplio var mer eller mindre kontinuerligt bebodd från den neolitiska perioden fram till järnåldern. Efter Argos förstörelse av staden omkring 700-talet f.Kr. tyder dock lämningarna på att platsen minskade i bosättningsaktivitet med återkoloniseringar och tillväxter med jämna mellanrum i senare skeenden.   
Staden har alltid haft en strategisk betydelse genom historien. Under hellenismen konstruerades en befästning på platsen av makedonierna likaväl som den italienska armén under andra världskriget.
Mellan åren 1922 och 1930 utfördes utgrävningar på platsen under ledning av Axel W. Persson och Otto Frödin, då även dåvarande kronprinsen Gustaf Adolf deltog i expeditionen. Platsen kom senare att vara inaktiv fram till 1970 då man återigen påbörjade arkeologiska utgrävningar med jämna mellanrum fram till 1990 under ledning av Svenska Institutet i Athen.  
Vad som går att beskåda i Asine idag är delar av de hellenistiska murarna, ett romerskt badhus, en cistern och en rekonstruktion av ett hushåll från den helladiska perioden. Majoriteten av de synliga kvarlämningarna och strukturerna härstammar från andra världskrigets utbrott, då platsen användes som en befästning. Men Asines historia sträcker sig längre tillbaka än vad de synliga kvarlämningarna på marknivå avspeglar.

## Arkeologiska utgrävningar

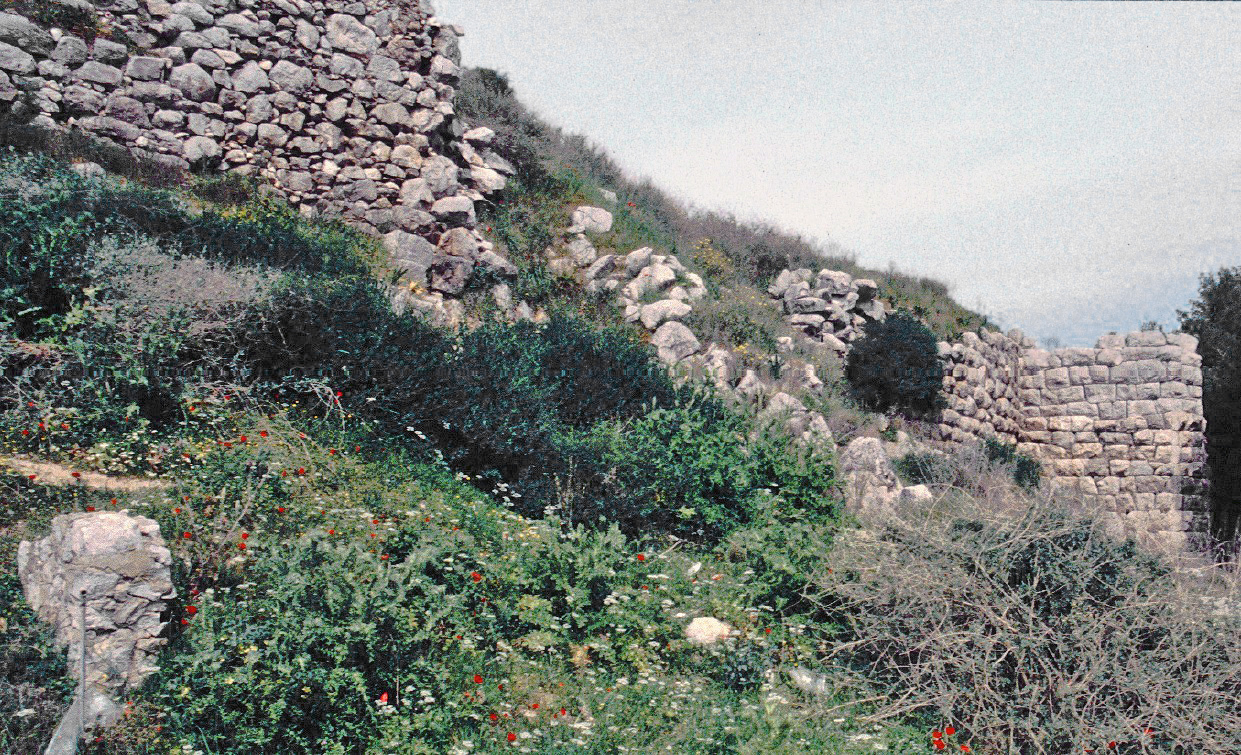
Ruiner i Asine

Svenska arkeologiska undersökningar har skett på platsen sedan 1922, där arkeologer och forskare med jämna mellanrum återkommit för att bedriva sin verksamhet (1922, 1924, 1926, 1930, 1970–1974, 1976–1978 och 1989–1990). Initiativet till etableringen av den svenska utgrävningen i Asine togs 1920 av Sverige kronprins Gustav Adolf då han anlände till platsen under ett besök i Grekland. Kronprinsen, som redan tidigare hade deltagit i arkeologiska utgrävningar, ansåg att Sverige borde utvidga sina fältarbetsprojekt och delta i undersökningar som leder till kunskap om den antika grekiska civilisationen. År 1922 påbörjades därför fältarbetet i Asine, som då var det första stora arkeologiska undersökningen i Grekland utförd av Sverige.

Under de kommande 18 åren leddes arbetet av de erfarna arkeologerna Axel W. Persson, som innan arbetade på den franska arkeologiska skolan i Athen, och Otto Frödin. Från början var Persson ansvarig,  men kom senare att dela rollen med Frödin. Utgrävningar drog stor uppmärksamhet och flera framstående arkeologer besökte platsen för att bevittna, delta och ge sin expertis på materialet.

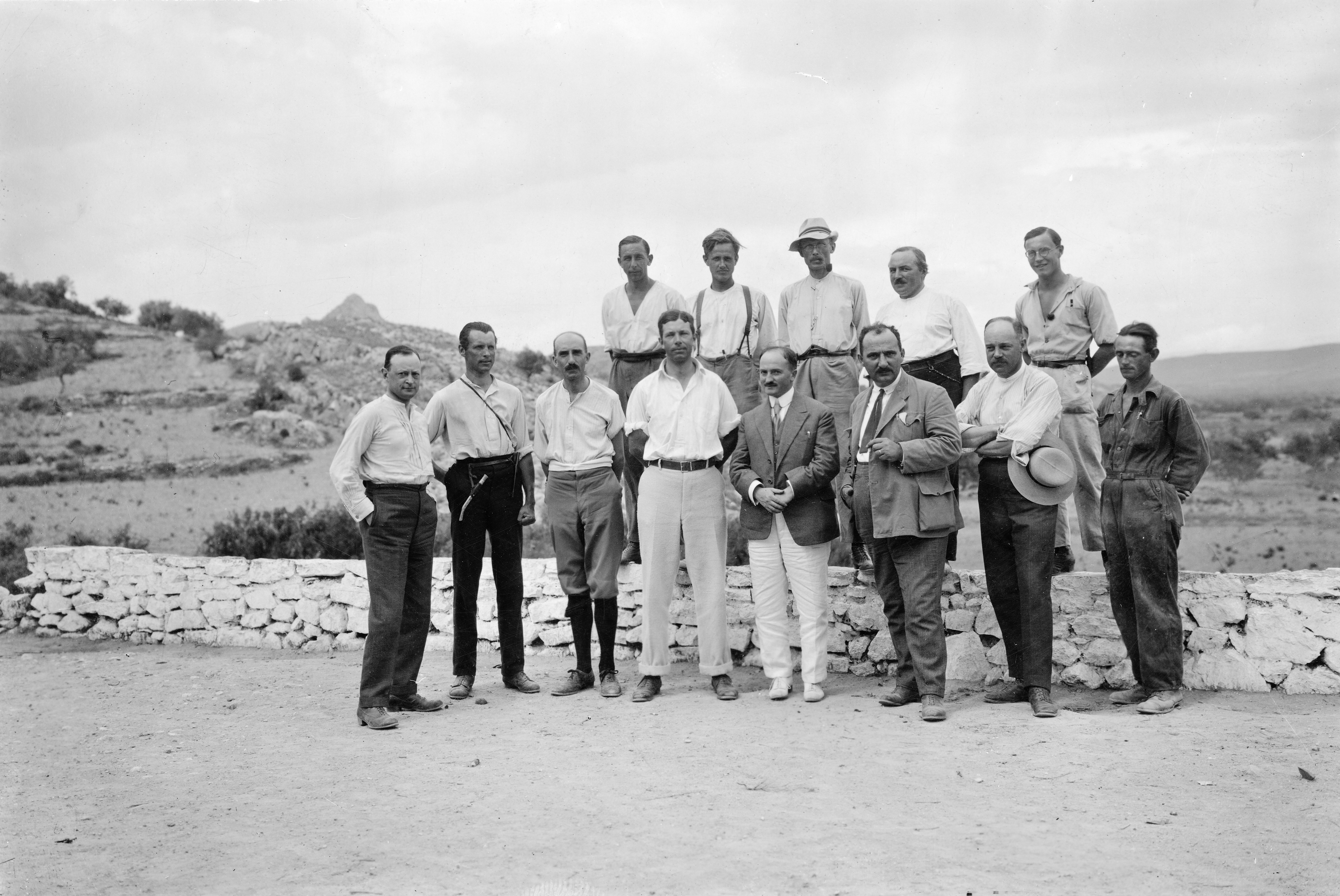
Svenskarna som grävde i Asine 1922.

Den första publikationen av fältarbetet gavs ut 1938 med namnet Results of the Swedish Excavation at Asine 1922–1930 och innehöll resultatet från av utgrävningarna som skett under åren 1922, 1924, 1926 och 1930. Fokuset låg på att gräva ut delar staden akropol, lågstaden, och delar av området runt Barbounakullen. På och omkring akropolen kunde man hitta fundamentet till hellenistiska hushåll, en terrass från geometriska perioden och andra byggnader från förhistorien  Lågstaden inkluderade lämningar av en stadsmur tillsammans med ett romerskt bad och en variation av andra byggnadstyper. Vid Barbounakullen östra och södra del påträffade man två mykenska nekropoler (I & II) från sen bronsålder (1600-1100 f.Kr.), en sengeometrisk nekropol (c. 700-talet f.Kr.), hellenistiska gravar, väggar och terrasser.
Andra världskriget satte dock ett temporärt stopp för utgrävningarna på platsen, och det skulle dröja fram till 1970 då Asine återigen blev en aktiv för utgrävning, detta efter att platsen hotats att delvis bli överbyggd av en campingplats. Under ledning av Svenska Institutet i Athen och dåvarande direktör Carl-Gustaf Styrenius kunde Asine återigen grävas ut. De arkeologiska utgrävningar mellan 1970 och 1974 visade ett omfattande resultat av utgrävda lämningar och materiella rester, vilket gjorde att man fortsatte att befinna sig på platsen för vidare undersökningar. 1971 anslöt sig Robin Hägg till de arkeologiska utgrävningar och man expanderade utgrävningsområdet vid Barbounakullens södra sluttning. År 1985 utförde Berit Wells en rad utgrävningar som resulterade i analyser som sengeometriska murar på Barbounakullens norra slutning, samt 1990s utgrävning av den tidigare outforskade bastionen som daterats till hellenistisk tid.

## Historia och lämningar

### Neolitiska perioden & bronsåldern
Den första bosättningen vid Asine går att spåra tillbaka till omkring 6000-talet f.Kr. Landskapet såg troligen annorlunda ut än idag då Kastraki-klippan bildade en egen ö innan den sammanslöt till fastlandet. Under 3000-talet f.Kr. (tidig bronsålder) hade en väletablerad bosättning vuxit fram. Under akropolen vid Kastraki-klippan, lågstaden och Barbounakullens norra sluttning har man funnit delar av välbyggda hushåll och begravningsplatser som tyder på att bosättningen expanderat. Lämningarna från tidig bronsålder består av platta takpannor, keramik, verktyg och bronsföremål. Sigill och keramik från områden som Kykladerna och Troja har hittats, vilket man har kopplat till att bosättningen hade en kommersiell organisation med ett brett handelsnätverk.
Under mellersta bronsåldern i slutet av 3000-talet f.Kr. fortsätter Asine att vara en aktiv bosättningsplats i den förhistoriska världen. Bosättningen hade då expanderat och sträckte sig från akropolens norra del till Barbounakullens södra sluttning. Av de lämningar från mellersta bronsåldern är det ett antal kistgravar som grävts fram under jordhögar som är mest framstående. Kistgravarna har visat på en viss samhällelig förändring bland befolkningen, då man tyder att vissa människor hade ekonomin eller statusen att begravas på ett annorlunda eller snarare, mer imponerade sätt än tidigare. Inga tecken på nedgång har påträffats i relation till den samtida klimatförändring (4.2k-eventet) som inträffade omkring 2200-talet f.Kr., vilket skapade turbulenta situationer för det egyptiska kungariket och det akkadiska imperiet.
Fortsättningsvis tyder lämningarna från den sena bronsåldern på att samhället i Asine inte erhöll samma tillväxt rent konstueringsmässigt som hittats i omkringliggande arkeologiska platser på mykenska fastlandet, som till exempel mykenska palats. Framstående fynd är istället kammargravar som hittats efter utgrävningar vid Barbounakullens östra sida. Det är inte förrän senhelladisk tid omkring 1700-1050 f.Kr. som spår av ökad tillväxt går att se. Staden bosättningsområde expanderar, fler arkeologiska fynd påträffas, den materiella kulturen förekommer i mångfaldig utsträckning och vi ser en utökning av begravningsplatser. Husen är byggd i fristående rektangulär form och visar inga tecken på uniformitet med varandra, vilket är noterbart i lågstaden.
Under samma period benämns Asine tillsammans med andra städer utgöra en del de skepp som skickas till Troja i Homeros Iliaden. Bosättningen har nu expanderat hushållen vid lågstaden, norr om akropolen, där byggnader som fått namnet hus T, terrass III, och förhus till hus D och B har grävts fram. Samtidigt har man daterat ett antal föremål kopplat till en aktiv kult på platsen. Av kultföremålen finns figurinen Lorden från Asine, som trots dess maskulina namn efter senare undersökningar tros vara en kvinna. Efter analyser av gravar från senhelladiska tid har man identifiera två begravningsplatser: I lågstaden omkring eller i hushållen och i östra begravningsplatsen. De två begravningsplatserna skiljer sig i konstruktionsmässigt. Gravarna i lågstaden var intramural och ofta placerade mellan väggar eller under hushållen. Vid den östra begravningsplatsen begravdes individerna i cistern, istället för gropar som var fallet för lågstaden, samtidigt kan vi tyda en större representation av begravda män vid den östra gravplatsen. Man har även lyckats identifiera en tumulus markerad i landskapet av en peribolos vid den östra gravplatsen.

### Antiken
Efter sena bronsålderns kollaps med drastiska kulturella och samhälleliga förändring fortsätter dock Asine att vara bosatt. Omkring övergången från bronsåldern till järnåldern har bosättningen expanderat till akropolens östra sida då arkeologiska utgrävningar har hittat hus byggt på stengrunder och lermurar. Omkring år 750 f.Kr. konstruerades Apollon Pythaios-helgedomen på Barbounakullen, som inom helgedomens gräns innehöll en absid-formad byggnad som fått namnet byggnad B. Apollon Pythaios-templet tros ha förstörts omkring 720 f.Kr. men kom 20 år senare att ersättas av en ny byggnad som fått namnet byggnad A.  Konstitueringen av byggnad A, tros efter funna materiella lämningar som en sima (taklist från grekiska tempel i dorisk ordning) ha genomgått senare förändringar i utseende, då siman har daterats till 500-talet f.Kr. Under 700-talet f.Kr. sker en del historiska händelser på platsen som kom att påverka bosättningen, vilket går att lära genom de litterära källorna. I kriget mellan lakonierna (Sparta) och argiveserna, hjälpte Asine de förstnämnda att erövra argivesiskt territorium. Efter att spartanerna återvänt hem till Lakonien efter sin seger, belägrade argiverna Asine och röjde bosättningen till marken. Dock skonade argiverna helgedomen till Apollon Pythaios och fortsatte, enligt Thukydides, att upprätta votivgåvor på platsen fram till 419 f.Kr. Efter 419 f.Kr. visar de litterära och arkeologiska källorna på få bevis att Asine varit en aktiv kultplats. Pausanias, som under 100-talet e.Kr. besökte Grekland, beskrev att "templet fortfarande var synligt” vilket man har tolkat till att helgedomen då endast återstod som en ruin.
Asine verkar dock inte ha övergetts helt efter argivernas förödelse av platsen. Bosättningen, vars utsträckning inte var lika stor som tidigare perioder, tros ha varit bebodd i mindre skala fram till 300-talet f.Kr. Platsen koloniserades då av makedonierna, under ledning av Demetrios Poliorketes, som lät bygga en befästning med katapulter och bastioner. Efter hellenismens framfart tyder lämningarna på att Asine återigen blev en större bosättning efter att man funnit rester av hus både på akropolen och i lågstaden, tillsammans med cistern och fiskeredskap. Trots de hellenistiska lämningar vet vi lite om vad som skedde på platsen fram till den romerska erövringen av Grekland år 146 f.Kr. Teorier grundas, via den materiella kulturen, att platsen var en mindre bosättning som fokuserade på fiske och jordbruk. Omkring första århundradet beskriver Strabo bosättningen som en by, för att i senare tid omnämnas av Pausanias som en tidigare bosättningen nu i ruiner.
Under romersk tid mellan 400- och 500-talen e.Kr. byggdes ett romerskt bad vid lågstaden. Badet konstruerades ovanpå tidigare byggnader och har delvis förstört de tidigare byggnadernas struktur för arkeologer att grundligt analysera. Det romerska badet innehöll en kallvattenbassäng, en varmvattenbassäng, en bassäng med ljummet vatten, ett omklädningsrum samt ett rum med ett uppvärmningssystem. Arkitekturen var utsmyckad med marmor som tyder på att badet skulle skapa en miljö med lyxig tillvaro. Lämningarna avtar med åtta gravar med huvudena riktade mot väst, vilket man tolkat till att kristendomen nu etablerat sig i Asine under den senare perioden av antiken.

### Andra världskriget
Under andra världskriget fortifierade Asines akropol av italienarna i ett försök att stoppa de allierades invasion av den peloponnesiska halvön. Fortifikationen gick tillväga genom att man upprustade de antika murarna, konstruerade tillfälliga byggnads- och utsiktstorn tillsammans med diken och blockhus för beskydd. Stora delar av det material som användes hämtade man från den historiska lågstaden, strax norr om akropolen, vilket vid senare arkeologiska utgrävningar har problematiserat arkeologerna undersökningar om Asine som historisk bosättning.
Innan de allierades invasionen hade det tyska luftfartsministeriet tagit flygfoton över Asine och sett dess potential som en befästning, vilket senare kom att leda till italienarnas fortifikation av platsen mellan 1941 och 1942. De flygfoton som tog var de sista innan de allierades invasion av Grekland och har på senare tid studerats eftersom dess kvalité erbjuder en inblick i de tidigare arkeologiska utgrävningarna under ledning av svenska arkeologer.
Efter att italienarna anlänt till Asine påbörjades befästningsarbetet. Man förstärkte de antika murarna och expanderade dess längd med torrsten samtidigt som man lät upprätta byggnader och utkikstorn med material från hellenistiska hällkistor och andra utgrävda kvarlämningar. Tillsammans med förstärkningen av de antika lämningarna och de nya försvarsbyggnaderna lyckades man skapa en komplex försvarsplats som sammankopplas via diken och vägnät som sträckte sig efter hela akropolens östra kust. Befästningens livslängd som en aktiv försvarsplats varade dock inte länge. År 1943 kapitulerade italienska styrkor och signerade ett avtal med de allierade, vilket resulterade i att platsen övergavs. 
Följderna av den italienska fortifikationen i Asine har lämnat landskapet med ett tydligt spår av krig, vilket på senare tid har analyserats i forskningspublikationer om platsen. Även om den lokala och omkringliggande stadsdelarna återhämtat sig, har ockuperingen av Asine försvårat möjligheten att via arkeologin undersöka områdets historia och lämningar.

## Antika beskrivningar av Asine
Thukydides beskriver i Historia om det peloponnesiska kriget, om kriget mellan Argives och Epidauros som utbröt efter att Argiverna var missnöjda med Epidauros offerskötsel tillägnat Apollo Pythaios. På grund av datering av det Peloponnesiska kriget, kan de antika beskrivningarna av Thukydides antyda att Asine då omkring år 419 f.Kr. fortfarande var en plats där religiösa handlingar och dyrkan till Apollon Pythaios utfördes. 
Strabo benämner i sitt verk Geografi hur befolkningen från Asine - vilket han förklarar som byn i Argeia nära Nafplion -  blev förflyttade från av spartanerna till Messenien. Där etablerades en ny stad med samma namn som Asine i Argolis. Strabo fortsätter med att hänvisa till Theopompos som berättar att spartanerna under det Messianska krigen tog så pass stor mängd mark som tillhörde andra grupper, att de som senare behövde fly togs in under beskydd.
Pausanias nämner Asine i sin beskrivning av Grekland. Han beskriver deras traditionella härkomst från de grekiska urinvånarna från Dryopes, som härstammade omkring berget Oite, samt att asinéerna var den enda grupp som med stolthet kallade sig själva av dryopeisk härkomst. Slutligen nämner han att Asine, precis som den gamla staden i Asine på argiverenas territorium ligger vid vattnet.